# Quipile (kommun)
Quipile är en kommun i Colombia.   Den ligger i departementet Cundinamarca, i den centrala delen av landet, 60 km väster om huvudstaden Bogotá. Antalet invånare är 8 217.